# Schwedische Eishockeymeisterschaft 1925
Die Saison 1925 war die vierte Austragung der schwedischen Eishockeymeisterschaft. Meister wurde zum ersten Mal in der Vereinsgeschichte der Södertälje SK.

## Meisterschaft

### Erste Runde
- IFK Stockholm – Djurgårdens IF 4:2
- Nacka SK – IF Sankt Erik 2:0

### Zweite Runde
- IK Göta – Hammarby IF 8:2
- Nacka SK – IFK Stockholm 4:3

### Halbfinale
- Västerås SK – IF Göta 8:6
- Södertälje SK – Nacka SK 7:0

### Finale
- Västerås SK – Södertälje SK 2:3